# Jeździectwo na Igrzyskach Panamerykańskich 2023
Zawody w jeździectwie na Igrzyskach Panamerykańskich 2023 zostały rozegrane w Escuela de Equitación Regimiento Granaderos. W dniach 22-25 października odbyły się zawody w ujeżdżeniu, w dniach 27-29 października miał miejsce WKKW, a w dniach 31 października-3 listopada odbyły się zawody w konkurencji skoków.

## Medaliści
| Konkurencja       | 1. miejsce | Wynik   | 2. miejsce | Wynik   | 3. miejsce | Wynik   |
| ----------------- | --- | ------- | --- | ------- | --- | ------- |
| Skoki, ind.       | Stephan Barcha Chevaux Primavera Imperio Egipcio                                                                                               | 8,06    | Kent Farrington Landon | 9,64    | McLain Ward Contagious | 15,34   |
| Skoki, druż.      | Stany Zjednoczone · McLain Ward · Contagious · Karl Cook · Caracole de La Roque · Kent Farrington · Landon · Laura Kraut · Dorado 212          | 12,37   | Kanada · Tiffany Foster · Figor · Mario Deslauriers · Emerson · Amy Millar · Truman · Beth Underhill · Nikka Vd Bisschop                              | 17,62   | Brazylia · Pedro Veniss · Nimrod de Muse Z · Marlon Zanotelli · Deesse de Coquerie · Stephan Barcha · Chevaux Primavera Imperio Egipcio · Rodrigo Pessoa · Major Torn | 20,32   |
| Ujeżdżenie, ind.  | Julio Mendoza Loor Jewel's Goldstrike | 87,230  | João Oliva Feel Good VO | 86,160  | Anna Marek Fire Fly | 81,305  |
| Ujeżdżenie, druż. | Stany Zjednoczone · Christian Simonson · Son of A Lady · Anna Marek · Fire Fly · Codi Harrison · Katholt's Bossco · Sarah Tubman · First Apple | 450,670 | Brazylia · Paulo César dos Santos · Fidel da Sasa JE · Manuel Almeida · Rosa Belle · Renderson Oliveira · Fogoso Campline · João Oliva · Feel Good VO | 443,343 | Kanada · Beatrice Boucher · Summerwood's Limei · Camille Carier Bergeron · Sound of Silence 4 · Mathilde Tétreault · Fedor · Naïma Moreira-Laliberté · Statesman      | 431,937 |
| WKKW, ind.        | Caroline Pamukcu HSH Blake | 30,8    | Márcio Jorge Castle Howard Casanova | 32,2    | Lindsay Traisnel Bacyrouge | 34,2    |
| WKKW, druż.       | Kanada · Mike Winter · El Mundo · Colleen Loach · Fe Golden Eye · Lindsay Traisnel · Bacyrouge · Karl Slezak · Hot Bobo                        | 115,6   | Stany Zjednoczone · Sydney Elliott · Qc Diamantaire · Sharon White · Claus 63 · Caroline Pamukcu · HSH Blake · Liz Halliday · Miks Master C           | 115,7   | Brazylia · Ruy Fonseca · Ballypatrick SRS · Carlos Paro · Safira · Rafael Losano · Withington · Márcio Jorge · Castle Howard Casanova                                 | 127,1   |

## Klasyfikacja medalowa
Opracowano na podstawie materiałów źródłowych.
| Miejsce | Państwo           | Złoto | Srebro | Brąz | Razem |
| ------- | ----------------- | ----- | ------ | ---- | ----- |
| 1.      | Stany Zjednoczone | 3     | 2      | 2    | 7     |
| 2.      | Brazylia          | 1     | 3      | 2    | 6     |
| 3.      | Kanada            | 1     | 1      | 2    | 4     |
| 4.      | Ekwador           | 1     | 0      | 0    | 1     |
| Razem   | Razem             | 6     | 6      | 6    | 18    |